# Уокингам (община)
Община Уокингам (на английски: Wokingham Borough) е една от шестте административни единици в област (графство) Бъркшър, регион Югоизточна Англия. Населението на общината към 2010 година е 163 200 жители разпределени в множество селища на територия от 179 квадратни километра. Административен център на общината е едноименният град Уокингам.

## География
Уокингам е в групата на малките по площ общини в източната половина на графство Бъркшър, характеризиращи се с висока гъстота на населението. В северно и северозападно направление, границата на общината с графствата Оксфордшър и Бъкингамшър се дефинира от средното течение на река Темза. В южна посока е разположено графство Хампшър. Част от населените места в средната част на общината се включват към общата урбанизирана територия - агломерация Рединг, оформена около най-големия град в Бъркшър.
По-големи населени места на територията на общината:
| селище   | на английски | население (2001) |
| -------- | ------------ | ---------------- |
| Уокингам | Wokingham    | 39 544           |
| Ърли     | Earley       | 32 036           |
| Удли     | Woodley      | 26 439           |
| Шинфийлд | Shinfield    | 8136             |
| Уинърш   | Winnersh     | 7939             |
| Туайфорд | Twyford      | 7035             |
| Уоргрейв | Wargrave     | 2876             |